# Star Voyager
Star Voyager (コズモジェネシス?, Cosmo Genesis) è un videogioco del 1986 sviluppato da ASCII Corporation per Nintendo Entertainment System.

## Modalità di gioco
Sparatutto in prima persona in stile Star Wars, il gioco presenta elementi tipici di un videogioco di simulazione.